# Polizeiruf 110: Fehlschuss
Fehlschuss ist ein deutscher Kriminalfilm von Thorsten Näter aus dem Jahr 2009. Es ist die 300. Folge innerhalb der Filmreihe Polizeiruf 110 und der 39. Fall für Schmücke und Schneider. Die Kommissare haben es mit einer Einbruchserie zu tun, bei der Jugendliche verdächtigt werden.

## Handlung
Seit sechs Wochen halten dreiste Einbrecher die Polizei zum Narren. Dieses Mal ist bei einem der Einbrüche eine alte Frau zu Tode gekommen, die die Diebe überraschte. Die Kommissare Schmücke und Schneider übernehmen die Ermittlungen und sind davon überzeugt, dass es sich hierbei nicht um professionelle Einbrecher handelt.
Als die Kommissare abends gemeinsam unterwegs sind, erhalten sie den Notruf eines Kollegen, der bei einem erneuten Einbruch um Hilfe bittet. Da sie sich in unmittelbarer Nähe befinden, fahren sie zum Einsatzort und überraschen so die Diebesbande. Als einer der Einbrecher eine Waffe zieht und abdrückt, schießt Schmücke auf den Mann in Notwehr. Erschrocken stellt er fest, dass es sich dabei um einen Minderjährigen handelt. Auch der Rest der Bande, der fliehen konnte, dürfte aus Jugendlichen bestanden haben. Schwer verletzt wird der 14-jährige Sascha Löbner in die Klinik gebracht, in der er einige Tage später stirbt.
Schmücke ist fest entschlossen, die Hintermänner dieser „Kinder“ zu finden. Zu Saschas Freundeskreis gehören Mario Beiner, Kevin Mühlmann, Nicole Wieland und Pavel Schenk, die in ihrem Wohngebiet als unbequeme Randalierer bekannt sind. Nachdem der Fluchtwagen gefunden worden ist, können Spuren darin den Jugendlichen zugeordnet werden. Nach Hausdurchsuchungen kann allerdings kein Diebesgut sichergestellt werden; die Jugendlichen hüllen sich in Schweigen, decken ihren Auftraggeber. Eine Spur führt zum Jugendhof, deren Leiter der vorbestrafte Michael Rossberg ist. Er geht sehr hart mit den Kindern um und geht davon aus, dass dies die beste Schule für das Leben ist.
Als Kevin Mühlmann sich den sensiblen Mario Beiner vorknöpft, damit dieser nichts verrät, kann Schmücke dazwischen gehen, doch die Jugendlichen drehen den Spieß um und bedrohen nun den Kommissar. Als dieser sich verteidigt, stellen die Kinder das Ganze so dar, als hätte Schmücke sie bedroht. Dieser ärgert sich darüber, in diese Falle gelockt worden zu sein und verdächtigt den Hausmeister des Wohngebietes, von dem er den Hinweis erhalten hatte, dass Mario Beiner in Gefahr sei.
Schmücke gelingt es, Mario Beiner zum Reden zu bringen, der eingesehen hat, dass die Hintermänner am Tod seines Freundes Sascha schuld sind. Er verrät den einschlägig bekannten Hehler Rudolf Bröcker und seinen Freund Peter Färber, die daraufhin verhaftet werden. Mario gibt auch zu, die alte Dame aus Angst gestoßen zu haben, was zu ihrem Tode führte.

## Hintergrund
Die Dreharbeiten erfolgen unter anderem in Halle Südstadt.
Fehlschuss wurde am 5. April 2009 im Ersten zur Hauptsendezeit erstmals ausgestrahlt.

## Rezeption

### Einschaltquoten
Die Erstausstrahlung von Fehlschuss am 5. April 2009 wurde in Deutschland von 6,76 Millionen Zuschauern gesehen und erreichte einen Marktanteil von 19,4 Prozent für Das Erste. Bei der werberelevanten Zielgruppe der 14- bis 49-Jährigen ergibt sich ein Anteil von 1,97 Millionen Zuschauer und damit 13,8 Prozent.

### Kritik
Tilmann P. Gangloff findet bei tittelbach.tv: „Der krimiversierte Thorsten Näter knüpft zum ‚Polizeiruf‘-Jubiläum beispielhaft an die Tradition der Reihe an. Da relativ früh klar ist, wer die gesuchten Täter sind, kann sich der Autor-Regisseur stark auf ihre soziale Situation konzentrieren. Auch filmisch interessant, gutes Tempo, markante Besetzung. Lichtblick der oft so verschnarchten MDR-Krimis.“
Für Quotenmeter.de schreibt Benjamin Müller ähnlich: „Auch wenn nach den ersten 15 Minuten bereits die fünf Jugendlichen als Täter feststehen, erhält der Jubiläumsfilm seine Spannung aufrecht, indem die Ermittler den Drahtzieher der Einbrüche finden müssen und dafür das Umfeld der minderjährigen Täter untersuchen. Außerdem setzt sich der Film indirekt kritisch mit den sozialen Verhältnissen in solchen Brennpunkt auseinander, was ihm noch einen Zusatzpunkt einbringt.“
Die Kritiker der Fernsehzeitschrift TV Spielfilm vergaben die bestmögliche Wertung (Daumen nach oben) und befanden die „präzise, subtile Schilderung trauriger Realitäten“ sei „Sozialkritik, klug als Krimi verpackt“.